# Ricardo Odnoposoff

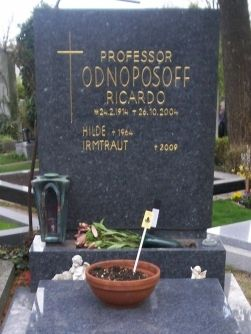
Tumba de Ricardo Odnoposoff

Ricardo Odnoposoff (Buenos Aires, 24 de febrero de 1914 - Viena, 26 de octubre de 2004) fue un violinista judío argentino-austriaco-estadounidense del siglo XX. Fue concertino de la Ópera Estatal de Viena y la Filarmónica de Viena. Fue despedido el 1 de septiembre de 1938 porque no pudo presentar un Ariernachweis (certificado ario).

## Primeros años
Ricardo fue uno de los tres hijos nacidos en Buenos Aires de Mauricio Odnoposoff y Juana (de soltera Veinstein). Mauricio Odnoposoff había emigrado de Rusia a Argentina con su padre. Ricardo aprendió a tocar el violín en Buenos Aires. El hermano de Ricardo, Adolfo Odnoposoff, fue un violonchelista famoso en Israel y América. La hermana de Ricardo, Nélida Odnoposoff fue una concertista de piano argentina cuyo debut europeo fue en 1935 en Berlín y tocó como solista con importantes orquestas de América Latina.
Mauricio y Juana Odnoposoff se mudaron a Alemania donde sus hijos Ricardo, Adolfo y Nélida continuaron estudiando música. Ricardo estudió en la Academia de Música de Berlín desde 1928 y en 1931 estudió violín con Carl Flesch y composición con Paul Hindemith. Al final de sus estudios, con solo 17 años, apareció por primera vez como solista con la Orquesta Filarmónica de Berlín con Erich Kleiber.
En 1932 ganó el segundo premio en el prestigioso Concurso de Violín de Viena y en 1937 el segundo premio en el Concurso Eugène Ysaÿe de Bruselas. David Óistraj, que se llevó el primer premio, informó en una carta a su esposa desde la competencia de Bruselas: "... cuando llegué, Odnoposoff interpretó a Chaikovski. Tocó maravillosamente".
Odnoposoff ya era seguidor de Arnold Rosé, concertino de la Orquesta Filarmónica de Viena, y enseñó en la Academia Estatal, donde Norbert Brainin, el futuro líder del Cuarteto Amadeus, era uno de sus alumnos.
En 1933, sin audición, Clemens Krauss, director de la Ópera Estatal de Viena, le ofreció a Odnoposoff, de 19 años, un puesto como concertino.

## Exilio
Después del Anschluss (anexión de Austria a la Alemania nazi), Odnoposoff no pudo presentar un Ariernachweis (certificado ario), debido a su origen judío. Por lo tanto, fue despedido el 1 de septiembre de 1938 de la Orquesta de la Ópera de Viena y de la Filarmónica de Viena y tuvo que regresar a Argentina.
A principios de la década de 1940, Odnoposoff se mudó a los Estados Unidos, donde debutó en el Carnegie Hall en 1944. Según el New York Times, Odnoposoff "cautivó a su audiencia por el virtuosismo, el poder y el fuego de sus actuaciones". Durante este tiempo tocó con directores como Leonard Bernstein, Arturo Toscanini, Fritz Busch y André Cluytens y trabajó como docente. En 1953 se convirtió en ciudadano estadounidense.

## Regreso a Austria
En 1956 regresó a Viena y enseñó hasta 1993 en la Academia de Música, donde Joseph Sivo fue uno de sus alumnos. Hizo varias grabaciones con la Orquesta Sinfónica de la WDR de Colonia con Franz Marszalek, incluido el Concierto para violín n.º 22 de Viotti. Desde 1964 Odnoposoff también enseñó en la Universidad de Música y Artes Escénicas de Stuttgart, donde, entre otros, Michael Jelden, Alfred Csammer, Michael Eichinger, Helmut Mebert y Rainer Kussmaul estaban entre sus alumnos. De 1975 a 1984 enseñó en la Academia de Música de Zúrich.
Falleció el 26 de octubre de 2004 en Viena. Su tumba se encuentra en Viena en el cementerio de Grinzinger (Grupo 19, n. ° 36A).

## Premios
- Condecoración austriaca para la ciencia y el arte.
- Medalla de honor de la capital de Austria, Viena, en plata.
- Medalla al Mérito del Estado de Baden-Württemberg.
- Medalla Nicolai y miembro honorario de la Filarmónica de Viena.